# Macmerry
Macmerry es una localidad situada en el concejo de East Lothian, en Escocia (Reino Unido), con una población estimada a mediados de 2016 de 1410 habitantes.
Se encuentra ubicada en la zona este de Escocia, sobre la costa sur del fiordo de Forth y al este de Edimburgo.